# American Library Association
Pour les articles homonymes, voir ALA.
L’American Library Association (ALA) est un organisme professionnel à but non lucratif basé à Chicago, aux États-Unis, qui encourage au niveau international la mise en place et l'amélioration des bibliothèques ainsi que l'éducation via les bibliothèques. C'est l'association de bibliothèques la plus grande et la plus ancienne dans le monde avec une formation en 1876 et environ 60 000 adhérents.

## Histoire
Le 6 octobre 1876, l'American Library Association est fondée lors d'une conférence de bibliothécaires. Ce rassemblement est tenu au Historical Society of Pennsylvania (en) pendant l'Exposition universelle de Philadelphie. En tout, 103 bibliothécaires sont présents lors de cette conférence afin de répondre à un besoin ressenti par les individus exerçant cette profession : la création d’une association professionnelle. Ensemble, ils deviennent les premiers membres de l'association. L'objectif de cette première rencontre est de promouvoir les services des bibliothèques ainsi que la profession de bibliothécaire.
En 1879, l'American Library Association est officiellement incorporée sous la loi de l'État du Massachusetts aux États-Unis par Melvil Dewey, Justin Winsor, C. A. Cutter, Samuel Swett Green (en), James L. Whitney, Frederic Beecher Perkins (en) et Thomas W. Bicknell (en).
Dans ses débuts, la fonction principale de l'association est de pourvoir un point de rencontre annuel pour les bibliothécaires afin de stimuler l'intérêt pour les enjeux des bibliothèques et de promouvoir la profession, et ce, en rassemblant les bibliothécaires venant de partout aux États-Unis et au Canada. Dans la première charte de l'association, il est mentionné que cette fonction sera accomplie en favorisant l'échange d'idées et la coopération entre les différents secteurs de la bibliothéconomie en incitant le public vers la fondation de bibliothèques et l'amélioration de celles-ci ainsi qu'en cultivant des relations favorables entre les membres de l’association.
En 1892, un conseil composé de 10 membres élus par l'association est établi pour la première fois.

## Prise de position
Au travers de sa longue histoire, au vu de son mandat, il s'est révélé crucial pour l'ALA de débattre de certains points de vue en phase avec les changements socioculturels de chaque époque. Notamment, la question de la responsabilité sociale des bibliothécaires et de son étendue a fait l'objet de plusieurs rencontres. L'auteure et bibliothécaire Elaine Harger a recensé en 2016 sept moments-clés de ces prises de positions, au tournant du 21e siècle. Par exemple, le mouvement anti-apartheid des années 1980, soutenu par l'association à la faveur d'un vote, est intrinsèquement lié à sa propre histoire américaine et le mouvement des droits civiques. Les bibliothécaires avaient été conscientisés à leurs propres comportements ou pratiques potentiellement racistes au courant du 20e siècle, comme la ségrégation des bibliothèques selon les lois Jim Crow, lesquelles ont aussi mené à un bannissement de certains lieux de réception pour les congrès annuels de l'ALA en 1936. Malgré cela, et la publication d'un rapport sur l'accès (selon l'angle racial) aux bibliothèques publiques par l'association elle-même en 1963, il n'y avait pas encore eu de prise de position officielle sur le fond. En ajoutant une sanction au régime sud-africain par un boycott culturel, les livres qui y étaient édités ne seraient plus achetés, cela suivait un contexte général de sanctions grandissantes contre le régime dans les années 1960. Une résolution du conseil de 1978 condamne explicitement les efforts de censure découlant de l'apartheid, d'autres mesures prises aux niveaux municipal, local ou fédéral démontrent bien le contexte général de la prise de conscience de l'engagement social profond des bibliothèques, même dans une volonté de neutralité ou d'observation - une bibliothèque publique peut par inadvertance ou négligence, contribuer à un régime d'oppression, ce à quoi l'ALA semble s'opposer de plus en plus fermement vers la fin du siècle.
En 1970, l'ALA crée la Rainbow Round Table pour mieux accueillir les publics LGBT,.

## Présidents
- Charles Ammi Cutter (1887–1889)
- Mary Wright Plummer (1915-1916)
- Melvil Dewey (1890 - juillet 1891 puis 1892-1893)
- Carla Hayden (2003-2004)